# Marie Schmidt (Politikerin)
Marie Schmidt geborene Kühn (* 10. Februar 1895 in Egelsbach; † 14. Juni 1971 in Neu-Isenburg) war eine hessische Politikerin (KPD Hessen) und Abgeordnete des Landtags des Volksstaates Hessen in der Weimarer Republik.

## Familie
Marie Schmidt war die zweitjüngste von sieben Töchtern des Landwirts Heinrich Kühn (1849–1929) und dessen Frau Elisabeth geborene Born (1859–1921). Sie heiratete am 23. April 1914 den Stuckateur Adolf Theodor Schmidt (1890–1944).
Marie Schmidt arbeitete als Hausfrau in Egelsbach. Nach dem Tod ihres Mannes 1943 arbeitete Marie Schmidt in einem Frankfurter Postamt. 1945 übersiedelte sie nach Neu-Isenburg zu ihrer Tochter Margot.
Ihr Sohn Theo flüchtete 1934 ins Saargebiet und war ab 1936 Teilnehmer des spanischen Bürgerkrieges auf Seiten der Internationalen Brigaden und fiel 1937 bei Tarragona.

## Politik
Marie Schmidt war in der proletarischen Freidenkerbewegung aktiv und trat der KPD bei. Sie wurde in den Gemeinderat von Egelsbach gewählt. Als Rednerin für die KPD in Hessen trat sie sehr aggressiv auf und erhielt deshalb den Namen „Rote Marie“.
Marie Schmidt gehörte 1931 bis 1932 in der 5. Wahlperiode als eine der drei weiblichen Abgeordneten dem hessischen Landtag für die KPD an.
Nach der „Machtergreifung“ der Nationalsozialisten wurde sie im März 1933 mit ihrem Mann kurzfristig verhaftet und nach einigen Wochen entlassen. Nach dem Krieg wurde sie wieder Mitglied der KPD und des DFD und zog sich dann aus dem politischen Leben zurück.